# میدان روسیه، ایروان
میدان روسیه (ارمنی: Ռուսաստանի հրապարակ) یک میدان در ایروان پایتخت جمهوری ارمنستان می‌باشد. این میدان در خیابان‌های گریگور لوساووریچ و آرگیشتی واقع شده‌است. سرژ سارگسیان رئیس‌جمهور ارمنستان و دمیتری مدودف رئیس‌جمهور روسیه در مراسم افتتاحیه آن شرکت نمودند. این میدان در نزدیکی میدان آلکساندر میاسنیکیان واقع شده‌است.

## نگارخانه

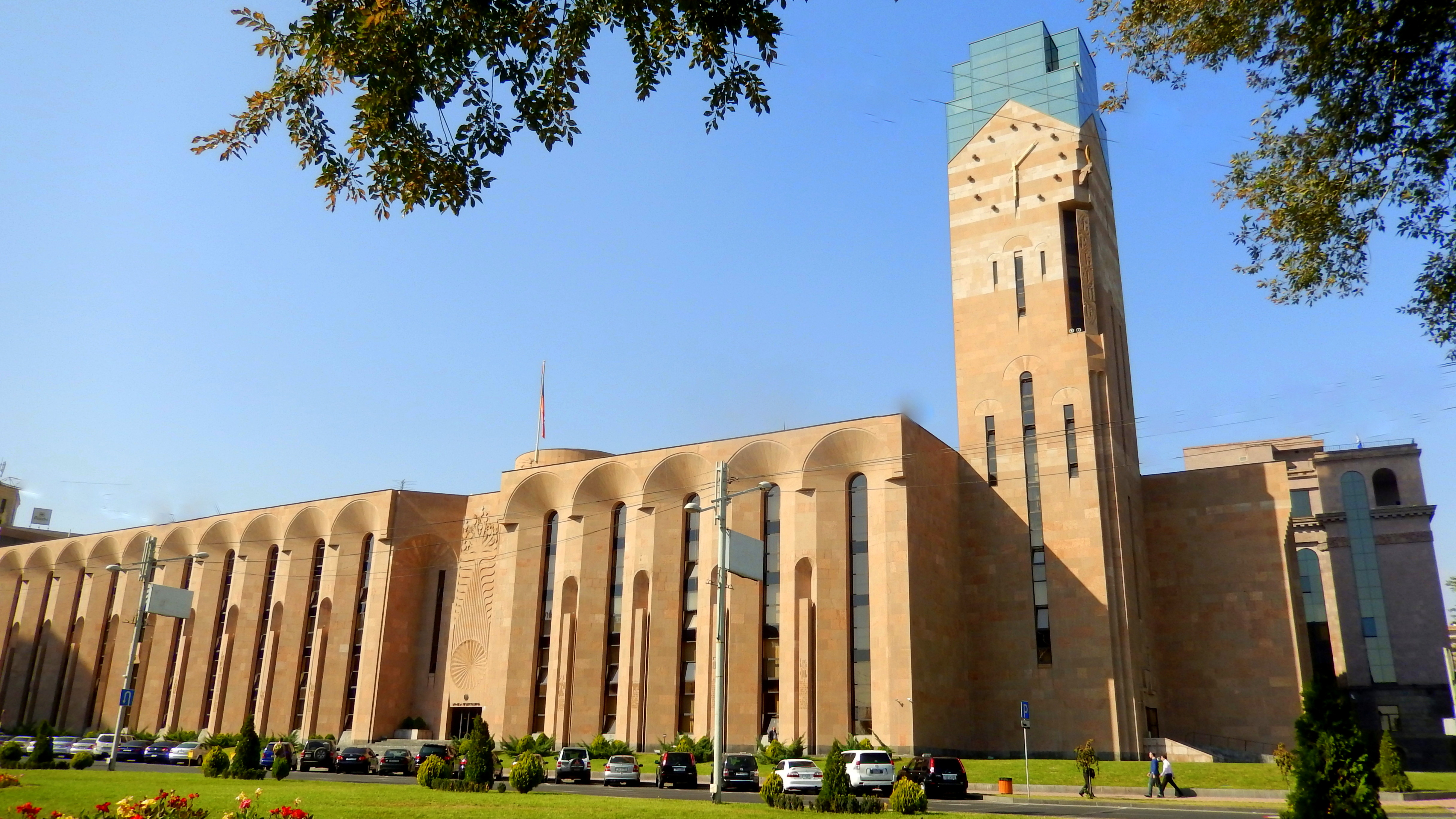
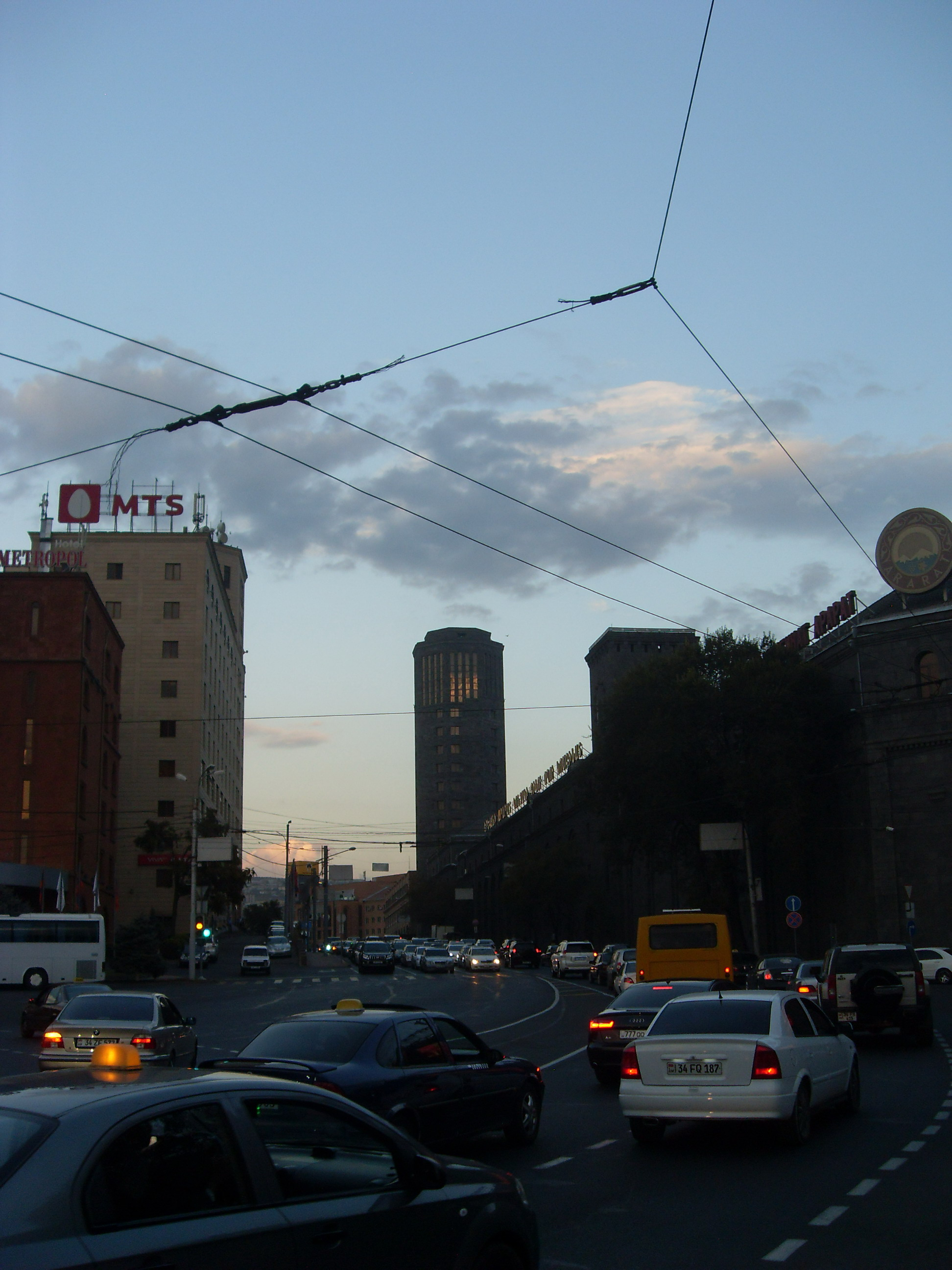
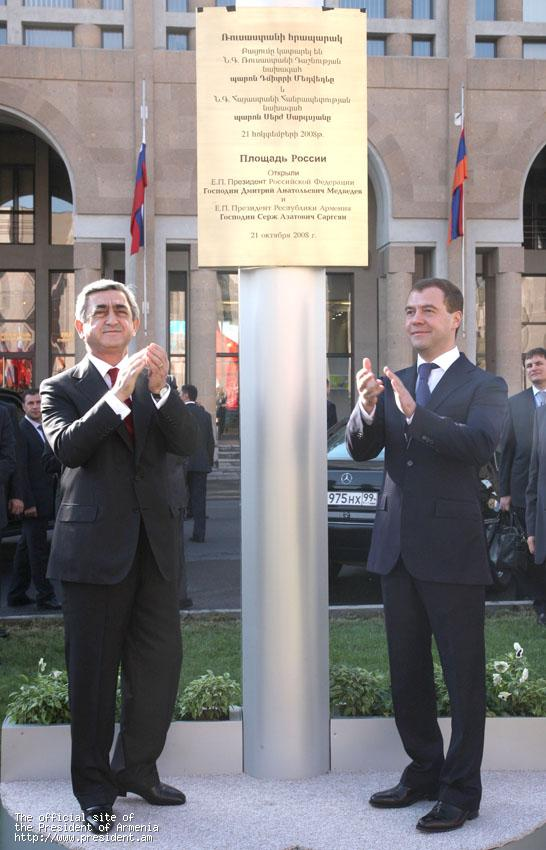